# Modehuset Yves Saint Laurent
För andra betydelser, se Yves Saint-Laurent.
Yves Saint Laurent (YSL), är ett franskt modehus som skapades av Yves Saint-Laurent och hans partner Pierre Bergé. Huset återupptog sin haute couture 2015 under ledning av dåvarande designer Hedi Slimane. I april 2016 blev Anthony Vaccarello utsedd till creative director.
Saint Laurent har ansetts vara ett av världens mest framträdande modehus och är känt för sina ikoniska plagg såsom Le Smoking (smoking för kvinnor). I dag omfattar Saint Laurent en stor mängd kläder, skor, väskor och smycken för både män och kvinnor. Yves Saint Laurent Beauté är också ett stork varumärke inom parfym och kosmetik. Det är dock L'Oréal som äger rättigheterna till det namnet.

## Historia

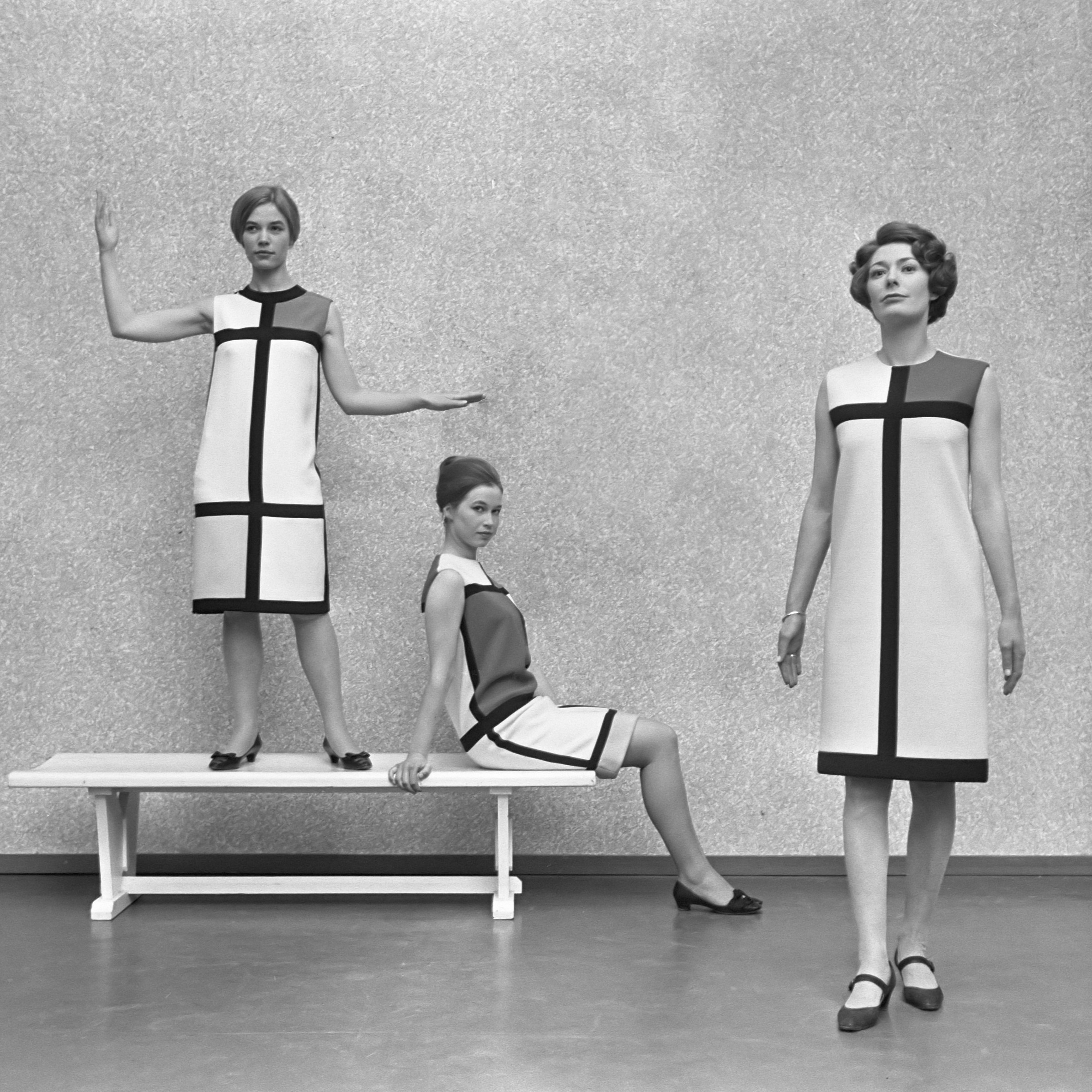
Kvinnor i mondrianinspirerade klänningar 1966.

Saint Laurent grundades 1961 av designern Yves Saint Laurent och hans partner Pierre Bergé och deras dåvarande logga designades 1963 av A. M. Cassandre. Under 1960- och 1970-talet populariserade de modetrender som beatniklooken, safarijackor för män och kvinnor samt tighta byxor. De skapade också den mest berömda klassiska tuxedon för kvinnor 1966, Le Smoking. Några av hans mest berömda kollektioner inkluderar Pop Art, Ballet Russes och Picasso. Han började också normalisera idén om att bära silhuetter från 1920-, 1930 och 1940-talet. År 1966 var han kanske den första att popularisera ready-to-wear i ett försök att demokratisera mode. Han gjorde detta med undermärket Rive Gauche och butiken med samma namn. Bland Saint Laurents musor fanns Loulou de La Falaise, Betty Catroux, Talitha Pol-Getty och den berömde skådespelerskan Catherine Deneuve. Huset fortsatte att expandera under 1980 och tidigt 1990-tal med parfymer för både män och kvinnor. 1992 började företagets vinster minska och aktiepriset sjönk. 1993 såldes modehuset till läkemedelsföretaget Sanofi. Mellan 1998 och 1999 designade den då unge Alber Elbaz tre kollektioner. Pierre Bergé anställde Hedi Slimane som ansvarig för kollektionerna 1997 och de återupplivade YSL Rive Gauche Homme. Slimane bestämde sig för att lämna huset två år senare för att bli couturedesigner på Dior Homme.
1999 köpte Gucci (ägt av PPR) YSL och bad Tom Ford designa deras ready-to-wear-kollektioner medan Saint Laurent skulle fokusera på couturen.
Saint Laurent drabbades 2002 av dålig hälsa, drog- och alkoholproblem, depression och kritik för sitt arbete på YSL och stängde då ner coutureavdelningen på YSL. Saint Laurent blev under denna tiden citerad och omtalad för sina reflektioner kring sin karriär. Han citerades bland annat för att ha sagt “Chanel befriade kvinnan, jag gjorde henne stark” och “Jag skapade den moderna kvinnans garderob.
Efter att Tom Ford lämnat 2004 tog Stefano Pilati över som designer. Hans riktning för märket var betydligt mer fransk än den mycket sexiga bilden Tom Ford hade präglat märket med.
I 2008, efter Yves Saint Laurents död och några tumultartade första år för Pilati som designer, stängde flera YSL-butiker på de viktiga amerikanska platserna New York och San Francisco.
Butiken i New York på Madison Avenue var YSL:s första butik i USA och hade öppnat redan 1969. I januari 2010 stängde butiken i Chicago.
I 2012 utannonserade Kering (tidigare känt som PPR) att Hedi Slimane skulle ersätta Pilati som creative director. Trots att Slimane tidigare hade arbetat på huset var det mycket kontrovers då han blev anställd, framförallt då det berättades att ready-to-wear-kollektionen skulle döpas om till Saint Laurent. Slimane påstod att han tog inspiration från då ready-to-wear först lanserades som Saint Laurent Rive Gauche. Kontroversen blev ännu större då den berömda parisiska butiken Colette sålde tröjor med trycket "Ain't Laurent without Yves.”. Saint Laurent bad butiken sluta sälja tröjorna vilket de gjorde i onlinebutik. I oktober 2013 rapporterades det att Colette hade mottagit ett brev som anklagade dem för att sälja oäkta produkter som allvarligt skadade varumärket. Snart därpå rapporterades det att Saint Laurent hade stoppat Colettes beställning av produkter från sommarkollektionen 2014 trots att butiken sålt deras produkter sedan 1998. Han flyttade också designstudion till Los Angeles medan couturestudion stannade kvar i Paris.
I 2015 avslöjade Slimane att han skulle återuppliva Yves Saint Laurents coutureavdelning. 2016 lämnade Slimane Saint Laurent och ersattes av Anthony Vaccarello.
Charlotte Gainsbourg medverkade i märkets kampanj för höst/vinterkollektionen 2017.